# Clinoconidium bullatum
Clinoconidium bullatum är en svampart som beskrevs av Syd. 1927. Clinoconidium bullatum ingår i släktet Clinoconidium och familjen Cryptobasidiaceae.   Inga underarter finns listade i Catalogue of Life.